# Hooggerechtshof van het Verenigd Koninkrijk
Het Hooggerechtshof van het Verenigd Koninkrijk (Engels: Supreme Court of the United Kingdom) is het opperste gerecht van het Verenigd Koninkrijk.
Het hof werd ingesteld als uitvloeisel van de Constitutional Reform Act uit 2005 en is de laatste instantie voor alle aangelegenheden onder de Engelse, de Welshe en de Noord-Ierse wet. Voor Schotland is het het hoogste gerecht voor alle zaken, behoudens strafzaken (voor strafzaken blijft het Schotse High Court of Justiciary in Edinburgh de hoogste instantie).
Het hof werd gevormd onder deel 3 van de Constitutional Reform Act 2005 en startte op 1 oktober 2009 met zijn werkzaamheden. Het nam de rechterlijke functies over van het Hogerhuis, die werden uitgeoefend door de Law Lords; 12 professionele rechters die werden benoemd als leden van het Hogerhuis om de rechterlijke functies uit te voeren.